# Cassida diomma
Cassida diomma – gatunek chrząszcza z rodziny stonkowatych i podrodziny tarczykowatych.

## Taksonomia
Gatunek ten opisany został po raz pierwszy w 1835 roku przez Jean Baptiste’a Boisduvala. Jako miejsce typowe wskazano Nową Gwineę. 

## Morfologia
Chrząszcz o ciele krótko-owalnym do prawie okrągłego w zarysie, długości od 5,3 do 6,8 mm i szerokości od 4,4 do 5,9 mm. Głowę jego cechuje półtora raza szerszy niż dłuższy, płaski, niepunktowany, mikrosiateczkowany nadustek oraz długie, wystające czterema członami za tylny brzeg przedplecza czułki. Od 1,6 do 1,8 raza szersze niż dłuższe, najszersze na środku lub też przed nim przedplecze ma zaokrąglone boki, gładkie rozpłaszczone obrzeżenia oraz niepunktowany i zwykle pozbawiony mikrosiateczkowania wypukły dysk. Podstawa pokryw jest szersza od przedplecza, delikatnie, faliście ząbkowana, o silnie wystających ku przodowi kątach barkowych. Punktowanie rzędów jest lekko zaburzone, międzyrzędy są od punktów 1–2 razy szersze, a obrzeżenia pokryw są gładkie. Przedpiersie ma szeroki, silnie ku szczytowi rozszerzony wyrostek międzybiodrowy. Odnóża mają na stopach niezmodyfikowane pazurki. Ubarwienie jest bardzo zmienne. Tło ciała jest żółte. U form jasnych przedplecze i tarczka są żółte, a na pokrywach występują rude plamki na szwie i rude przepaski po bokach, u form ciemniejszych plamki i przepaski są czarne, u najciemniejszych form pokrywy są czarne z żółtymi obrzeżeniami, tarczka brązowa do czarnej, a przedplecze może mieć brązową plamę nasadową.

## Ekologia i występowanie
Owad rozprzestrzeniony w krainie australijskiej. Zamieszkuje indonezyjskie Wyspy Tanimbar i Irian Zachodni, Papuę-Nową Gwineę, Wyspy Salomona oraz australijskie Terytorium Północne i Queensland. Ponadto zawleczony został na Samoa.
Jest fitofagiem żerującym na wilcu ziemniaczanym i Ipomoea triloba z rodziny powojowatych.